# ディズニー・シアトリカル・プロダクションズ
ディズニー・シアトリカル・プロダクションズ（Disney Theatrical Productions Limited (DTP)）は、ウォルト・ディズニー・カンパニーの主力であるウォルト・ディズニー・スタジオの子会社である、ディズニー・シアトリカル・グループの演劇・ミュージカル作品製作会社。ディスニー・ブロードウェーとしても知られる。
ディズニー・エンターテインメントに長く携わっていたロン・ローガンにより、1993年にウォルト・ディズニー・シアトリカルとして発足した。
1994年の『美女と野獣』を皮切りに、最新の2014年の『アラジン』まで批評の上でも経済的にも成功している作品の製作で評判を上げている。トーマス・シュマッカー率いるディズニー・シアトリカル・グループの1部門である。

## 歴史
1993年2月8日、ミュージカル『美女と野獣』製作のためにディズニー・パークのライヴ・プロダクション部長ロン・ローガンを社長にウォルト・ディズニー・シアトリカル・プロダクション(DPT)が創立された。1994年4月18日、『美女と野獣』はブロードウェイにあるパレス・シアターにて開幕した。1995年5月、ディズニー・シアトリカルはニュー・アムステルダム・シアターと49年間の専属契約を結んだ。この建物はディズニー開発により改装された。次のブロードウェイ舞台化に『ライオン・キング』が検討され、マイケル・アイズナーはDTPを要求に応じて舞台に詳しいディズニー・アニメーション社長ピーター・シュナイダーとトーマス・シュマッカーに譲渡し、DPTにおいてシュナイダーが社長、シュマッカーが副社長に就任した。1997年、DPTは再開し、ニュー・アムステルダム・シアターで『King David 』、続いてミュージカル『ライオン・キング』が上演された。
1999年1月、両者がディズニー・シアトリカル・グループの共同社長を務めつつ、シュナイダーはウォルト・ディズニー・スタジオの社長に、シュマッカーはウォルト・ディズニー・アニメーション・スタジオとシアトリカル・プロダクションの社長に昇進した。1999年11月23日、社名をブエナ・ヴィスタ・シアトリカル・グループに改名し、ディズニー・シアトリカル・プロダクションはこのグループの1部門となり、2000年1月、ハイペリオン・シアトリカルズが形成された。
2001年6月、シュナイダーはディズニーが一部出資の自身のシアター・プロダクションを創立するためディズニー・シアトリカルを退社した。シュナイダーの最初のプロジェクトとしてマイケル・レノと共に映画『天使にラブ・ソングを…』の舞台化『シスター・アクト〜天使にラブ・ソングを〜』の製作および演出を行なった。2006年11月3日にパサデナ・プレイハウスにおいてワールド・プレミアが行われ、ブロードウェイ公演の際にはDPTが共同配給者となった。

## アニメからの舞台化

### 『美女と野獣』
ニューヨークのパレス・シアターにて1994年3月9日、プレビュー公演が開始し、4月18日、正式に開幕し、ウォルト・ディズニー・カンパニー初のブロードウェイ舞台化作品となった。1991年のアニメ映画『美女と野獣』を基にし、リンダ・ウールヴァートンが脚本、アラン・メンケン、ハワード・アッシュマン、ティム・ライスが音楽を担当した。舞台化に際し、『Home 』、バラード『Belle 』などいくつかの新曲が追加され、公開されるとすぐにこれらの曲はこの作品の代表曲となった。ラント・フォンテーヌ・シアターに移行してロングラン公演となり、他のディズニー・プロダクション『リトル・マーメイド (ミュージカル)』のため2007年7月29日に閉幕した。5,461回上演され、ブロードウェイ史上9番目に長いロングラン公演となった。
海外ではオーストラリアのメルボルンで初めて上演され、その後ロンドン、ウィーン、トロント、京都、ソウル、シュトゥットガルト、シドニー、メキシコシティ、グアヤキル、ヨハネスブルク、マドリード、モスクワ、ミラノ、サンパウロ、および全米・全英ツアー公演で上演されている。オランダ公演はJoop van den Ende のステージ・エンタテイメントとの共同プロデュースで新たな舞台装置および衣裳で上演された。

### 『ライオン・キング』

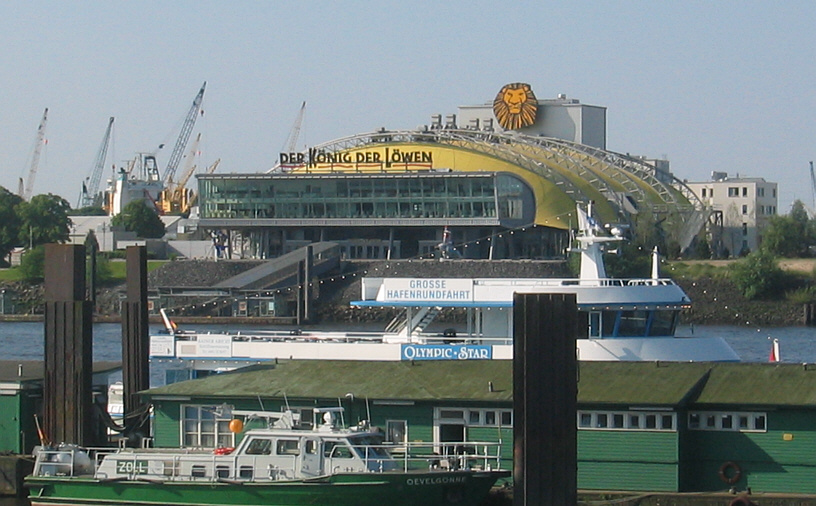
ドイツ公演ではステージ・エンタテイメントがハンブルクのTheater im Hafenを完全に作り直した。

1997年7月8日、ミネソタ州ミネアポリスのオルフェウム劇場で初演されてすぐに成功し、10月15日、ニュー・アムステルダム・シアターのプレビュー公演でブロードウェイ初演となり、11月13日に正式に開幕した。2006年6月13日、ブロードウェイ公演はミュージカル『メリー・ポピンズ (ミュージカル)』のためにミンスコフ・シアターに移行した。ブロードウェイ史上3番目に長いロングラン公演となった。
幅広い舞台技術を駆使し、従来のミュージカル作品とは趣向が異なっている。ディズニー・シアトリカルの作品で最も人気のある作品、また世界中で最も愛されている作品の1つとされる。ブロードウェイの週の興行収入において常に最高の作品の1つであり、ほぼ毎回完売している。1998年、トニー賞においてミュージカル作品賞を受賞した。
作品の人気により、ロンドン、トロント、ハンブルク、スヘフェニンゲン、シドニー、パース、メルボルン、上海、モントリオール、東京、パリ、名古屋、ロシア、ソウル、ヨハネスブルク、ラスベガス、台北、タンパ、フェニックス、スコッツデール、メサ、フラッグスタッフ、マドリード、ノルウェー、イタリア、サンパウロなど世界中で上演されている。

### 『ノートルダムの鐘』
2008年、作曲家のスティーブン・シュワルツは「できれば翌年の2009年、『ノートルダムの鐘』を開始しようと思う」と語った。ディズニー・シアトリカル社長シュマッカーは2008年9月21日に『コロンバス・ディスパッチ』紙の記事を読んで現在および未来の舞台について会議を行なっていた。記事には、パリを舞台にした『ノートルダムの鐘』のアメリカ版がリストの中に入っているとし、「1999年から2002年、ディズニー初のオリジナル外国語プロダクションがベルリンで上演され、その改訂版がアメリカで上演される」と記されていた。2014年10月28日から12月7日、カリフォルニア州のラホヤ・プレイハウスにて全米初公開となった。スコット・シュワルツが演出、チェイス・ブロックが振付、マイケル・コザリンが音楽監督および編曲、マイケル・スタロビンが編曲、アレキサンダー・ドッジが装置デザイン、アレイオ・ヴェッティが賞デザイン、ハウエル・ビンクリーが照明デザイン、ギャレス・オウエンが音響デザインを担当した。2014年2月からワークショップが開始された。ラホヤ・プレイハ ウス・プロダクションは2015年3月4日から4月5日、ペーパー・ミル・プレイハウスに移行した。

### 『ターザン』
2006年5月10日、ブロードウェイのリチャード・ロジャース・シアターにてエドガー・ライス・バローズの1914年の小説『類猿人ターザン』および1999年の映画『ターザン』を基にした舞台作品が開幕した。フィル・コリンズらにより強く推薦され、主演陣は『トゥデイ』、『グッド・モーニング・アメリカ』、『ライヴ・ウイズ・レギス・アンド・ケリー』など複数のメディアでこの新作ミュージカルのプロモーション活動を行なった。1年以上上演し、2007年7月8日に閉幕した。
スヘフェニンゲンでの『ライオン・キング』公演の後、2007年4月15日、オランダでヨーロッパ・デビューを果たした。これまでオランダでブロードウェイ直送ミュージカルが上演されたことはなかった。2006年、Johnny Kraaijkamp Musical Awardのスペシャル・ゲストとしてフィル・コリンズが登場した。ここでコリンズはオランダに『ターザン』が来ることを報じた。会場となるサーカスシアターのサイズにより、オリジナル・ブロードウェイ公演より拡大された。
2008年、ドイツで新たなプロダクションが開幕した。テレビ番組『Ich Tarzan, Du Jane 』(私はターザン、あなたはジェーン、の意)でターザン役およびジェーン役のオーディションが行われた。
2009年1月にアトランタのシアター・オブ・ザ・スターズにて改訂版のツアー公演が開幕すると報じられた。同じ音楽、脚本を使用し、リン・テイラー・コーベットが演出および振付、ケネス・フォイが装置デザイン、ポール・ルビンが空間デザイン、ケン・ビリントンが照明デザインを担当することとなった。しかし劇場の経済的事情によりキャンセルとなった。

### 『リトル・マーメイド』
2007年7月、コロラド州デンバーにあるデンバー・センターのエリー・コーキンス・オペラ・ハウスにてワールド・プレミアが上演された。2007年11月にブロードウェイの裏方によるストライキがあったにも関わらず、ラント・フォンテーヌ・シアターにて2007年11月3日、プレビュー公演が開幕し、2008年1月10日に正式に開幕した。映画で使用された全曲の他に、アラン・メンケン作曲、グレン・スレイター作詞による新曲9曲が追加された。ピューリッツァー賞およびトニー賞受賞脚本家ダグ・ライトが脚本、フランチェスカ・ザンベロが演出、スティーブン・メアが振付、ジョージ・サイピンが装置デザイン、タチアナ・ノギノヴァが衣裳デザイン、ナターシャ・カッツが照明デザインを担当した。ブロードウェイ公演の評価は賛否両論であった。
オリジナル・ブロードウェイ・キャストにはシエラ・ボーゲスがアリエル役、ノーム・ルイスがキング・トリトン役、シェリー・リネ・スコットがアースラ役、エディ・コービチがスカトル役、シーン・パーマーがプリンス・エリック役、ブライアン・ダダリオとメジャー・カーダがフラウンダー役、ティタス・バーゲスがセバスチャン役に配役された。
プレビュー公演50回、本公演685回上演後、2009年8月30日に閉幕した。2012年、ステージ・エンタテイメントとの共同プロデュースによる改訂版がオランダ・プロダクションが開幕した。

### 『アラジン』
2010年11月、アラン・メンケンは、チャド・ベグリンが脚本を担当して『アラジン』舞台化製作中であることを明らかにした。2011年7月7日から31日までシアトルにある5番通り劇場で初演された。2012年7月5日から13日、セントルイスにあるミュニー・シアターで別のプロダクションによる公演が上演された。2014年3月3日に『メリー・ポピンズ (ミュージカル)』が閉幕するブロードウェイのニュー・アムステルダム・シアターで2014年2月26日、プレビュー公演が開幕し、3月20日に正式に開幕した。ブロードウェイ公演前に、2013年11月13日から2014年1月12日までトロントにあるエド・マーヴィッシュ・シアターにて試験興行が行われた。ケイシー・ニコロウが演出および振付、チャド・ベグリンが脚本および追加作詞、ボブ・クロウリーが装置デザイン、グレッグ・バーンズが衣裳デザインを担当した。2016年6月より、2月27日に閉幕する『ミス・サイゴン』再演の後にロンドンのウエスト・エンドにあるプリンス・エドワード・シアターで開幕することが発表された。

### 『ジャングル・ブック』
『ヴァラエティ』誌は『Metamorphases 』の脚本および演出のメアリー・ジマーマンが脚本および演出で、映画の音楽を使用したチューナー版製作中であると記した。2013年、シカゴにあるグッドマン・シアター、ボストンにあるハンティントン・シアターで上演された。

#### 『ピノキオ』
2015年7月2日、『デイリー・メール』イギリス版は、2016年12月にロイヤル・ナショナル・シアターにて1940年のディズニー映画『ピノキオ』のミュージカル版が開幕予定だと報じた。物語はこの映画とカルロ・コッローディによる児童文学『ピノッキオの冒険』の双方をミックスしたものとなり、音楽は映画で使用されたものの他にカットされた曲や、ディズニーの他の曲も使用される予定である。トニー賞受賞者ジョン・ティファニーが演出、エンダ・ウォルシュが脚本、ボブ・クロウリーが装置および衣裳デザイン、スティーヴン・ホゲットが振付を担当している。2015年後期からワークショップが行われた。2017年にロイヤル・ナショナル・シアターで初演を迎えた。

### 『アナと雪の女王』
2014年1月13日、ディズニーCEOのロバート・A・アイガーは2013年の映画『アナと雪の女王』のブロードウェイ舞台化を開始したところだと発表した。2015年2月12日、トニー賞2回受賞のアレックス・ティンバースが演出を担当し、2017年にブロードウェイで開幕予定だと報じられた。映画版の作曲家ロバート・ロペスとクリステン・アンダーソン・ロペスが舞台版用新曲を作曲することも報じられた。2016年2月9日、2018年春に開幕予定であることが報じられた。

## 実写からの舞台化

### 『メリー・ポピンズ』
キャメロン・マッキントッシュのプロデュースによる映画『メリー・ポピンズ』の舞台化がブリストル・ヒポドロムにて2004年9月15日にプレビュー公演が開幕し、9月18日、11月6日までの契約で正式に開幕した。その後2004年12月15日、プリンス・エドワード劇場に移行した。2007年6月、3年以上の公演ののち2008年1月12日に閉幕することが報じられた。
2008年6月から2009年4月、全英ツアー公演が行われた。
ニュー・アムステルダム劇場で1ヶ月のプレビュー公演後、2006年11月16日にブロードウェイ・プロダクションによる公演が開幕することとなった。2,619回上演後の2013年3月3日閉幕した。2009年3月、シカゴのキャデラック・パレス・シアターにて全米ツアー公演が開幕した。
2010年7月、メルボルンのハー・マジェスティーズ・シアターでオーストラリア公演が開幕した。
2010年4月、スヘフェニンゲンにあるサーカス・シアターにてオランダ公演が開幕した。
2010年11月、Brno City Theatre (Městské divadlo Brno)にてチェコ公演が開幕した。
2012年11月14日、セントロ・カルチュラル・テルメックスにてメキシコ公演が開幕した。ビアンカ・マロキンがメリー役を演じた。
2013年2月、Reykjavík City Theaterにてアイスランド公演が開幕した。アイルランドでプロデュースされた公演で最も高額、困難そして成功した作品となった。
2014年10月1日、Vienna Ronacherにてオーストリア公演が開幕した。

### 『ハイスクール・ミュージカル』
2007年、ディズニー・チャンネルのヒット・テレビ映画『ハイスクール・ミュージカル』が舞台化された。アトランタにあるシアター・オブ・ザ・スターズにて初演された。2007年8月1日から2008年8月3日、全米ツアー公演が行われた。7月にウエスト・エンド公演が開幕して限定上演された。日本、スペイン、イタリア、南アフリカ、オーストラリア、オランダ、韓国でも上演された。
ミュージック・シアター・インターナショナルを通じて『ハイスクール・ミュージカル』の上演権を取得でき、世界中で5千以上の劇場で上演されている。カットなし、1幕ものであるが、中学生向けジュニア版は1時間に短縮されている。

### 『ハイスクール・ミュージカル2』
2008年10月、続編映画『ハイスクール・ミュージカル2』の舞台化が開幕した。前作同様ミュージック・シアター・インターナショナルを通じてカットなし、1幕もの、あるいは中学生向けジュニア版1時間公演の上演権が取得できる。

### 『キャンプ・ロック』
2010年の映画『キャンプ・ロック2 ファイナル・ジャム』を基にし、『キャンプ・ロック』最初の2作の音楽を使用した作品が上演された。2010年8月5日、カリフォルニア州オンタリオにあるガーディナー・スプリング・オーディトリアムで初演され、世界中で上演されている。ミュージック・シアター・インターナショナルから上演権が取得できる。

### 『ニュージーズ』
1992年の映画『ニュージーズ』を基にし、ハーヴェイ・ファイアスタインが脚本、アラン・メンケンとジャック・フェルドマンが音楽を担当した。2010年12月10日、ニューヨークにてミュージカル版の読み合わせが行われた。2011年9月、ニュージャージー州ミルバーンにあるペーパー・ミル・プレイハウスにおいて、ジェフ・カルホーンが演出を担当して初演された。ディズニーの代理人は「この作品のブロードウェイ進出は視野に入れていないが、プロアマ問わず上演権を与える道を探している」と語った。しかし大好評につき2012年3月29日、ブロードウェイのネダーランダー・シアターにてロングラン公演が開幕した。トニー賞においてミュージカル作品賞を含む8部門にノミネートされ、振付賞、オリジナル楽曲賞を受賞した。2014年8月24日、閉幕した。

#### 『フォーチュン・クッキー』
2003年の映画『フォーチュン・クッキー』とその原作小説をミュージカル化した作品でブリジット・カーペンターが脚本、トム・キットが作曲、ブライアン・ヨーキーが作詞を担当した。2012年春にラホヤ・プレイハウスで上演予定となった。クリストファー・アシュリーが演出を務めるとされた。2015年3月31日から4月10日、リハーサルが行われた。2017年に公演が行われた。

## 他の作品

### 『King David』
モダン・オラトリオとされるミュージカル『King David 』でティム・ライスが脚本および作詞、アラン・メンケンが作曲を務めた。サムエル記や歴代誌第1からの聖書的物語やダビデの『詩篇』を基にしている。

### 『On the Record』
2004年11月に開幕した。1930年から2004年のディズニーの曲60曲を使用している。レコーディング・スタジオに集う人々が自分の気持ちや人間関係について曲を使って表現する。ワシントンD.C.のナショナル・シアターなどで上演され、全米ツアー公演も行われた。

### 『Peter and the Starcatcher』
ディズニー・シアトリカル・プロダクションとカリフォルニア州のラホヤ・プレイハウスはデイヴ・バリーとリドリー・ピアソン原作のピーター・パンの前日譚『Peter and the Starcatchers 』の舞台化を行なった。リック・エリスが脚本、ロジャー・リースとアレックス・ティンバースが演出を務めた。2009年2月13日から3月8日、ラホヤ・プレイハウスの『ページ・トゥ・ステージ』の一環で上演された。ニューヨーク・シアター・ワークショップにてオフ・ブロードウェイ公演が開幕した。2012年4月15日、ブロードウェイに進出し、2013年1月20日に閉幕し、3月から再びオフ・ブロードウェイに戻りニュー・ワールド・ステージで上演された。

### 『恋におちたシェイクスピア』
2013年11月、ディズニー・シアトリカル・プロダクションはソニア・フリードマン・プロダクションと共にロンドンにて映画『恋におちたシェイクスピア』の舞台化の計画を発表した。2014年7月23日、ウエスト・エンドのノエル・コワード・シアターにて初演された。映画版の脚本はマーク・ノーマンとトム・ストッパードが担当したが、舞台化脚本はリー・ホールが担当した。デクラン・ドネランが演出、ニック・オームロッドがデザインを担当した。2015年4月18日に閉幕することが発表された。

## テレビ・スペシャル
2015年、特別番組『Backstage with Disney On Broadway: Celebrating 20 Years 』が放送されることとなった。